# Marattia
Genre
Marattia est un petit genre de fougères eusporangiées primitives, qui a donné son nom à l'ordre des Marattiales. 

## Description
Marattia correspond à des fougères à sporanges soudés, s'ouvrant par une fente, sans anneau, ordinairement réunis en masses concrètes.
Les espèces du genre Marattia sont souvent de très grande taille, avec des rhizomes plus ou moins dressés et des frondes pouvant atteindre 2 à 4 m.
Les jeunes plantes contiennent généralement un champignon mycorhizien Stigeosporium marattiacearum.
Les spores germent rapidement, quelques jours après avoir été disséminées, et se développent en grand prothalle mycorhizien monoïque, vert foncé, pouvant vivre plusieurs années. Un vieux prothalle peut mesurer plusieurs centimètres de long et ressembler beaucoup à une grande hépatique à thalle.

## Systématique
Le genre contient 7 espèces :
- Marattia alata Sw. - Jamaïque et Cuba.
- Marattia cicutifolia Kaulf. - Sud du Brésil.
- Marattia douglasii (C. Presl) Baker - Hawaï.
- Marattia excavata Underw. - du Mexique au Panama.
- Marattia interposita Christ - Guatemala à Panama.
- Marattia laxa Kunze - Mexique à Panama.
- Marattia weinmanniifolia Liebm. - Sud du Mexique à El Salvador.